# Airheads
Airheads (englisch für ‚Hohlköpfe‘) ist eine US-amerikanische Filmkomödie unter Regie von Michael Lehmann mit Brendan Fraser, Steve Buscemi und Adam Sandler als Rockband, die für Airplay bei einem Radiosender Geiseln nehmen. Der Film wurde an Originalschauplätzen in Los Angeles gedreht, unter anderem im Nachtklub Whisky a Go Go. Dessen Stammgast Lemmy Kilmister, Sänger und Bassist der Rock-Band Motörhead, hat einen Cameo-Auftritt, in welchem er behauptet, Redakteur bei der Schülerzeitung gewesen zu sein. Der Film hatte am 5. August 1994 Premiere in den US-Kinos und spielte weltweit ca. 5,37 Millionen US-Dollar ein.

## Handlung
Die Musiker Chester „Chazz“ Darvey, Rex und Pip bilden die aufstrebende Rockband The Lone Rangers. Doch alle Versuche, die Plattenfirmen von ihrem Demoband zu überzeugen, scheitern. Nachdem Chazz von seiner Freundin Kayla vor die Tür gesetzt wurde, zieht er bei seinen Bandkollegen Rex und Pip ein. Auf einem Konzert erfahren sie, dass die Band, die dort spielt, einen Plattenvertrag bekommen hat, weil ihr Demo von dem Rocksender Rebel Radio gespielt wurde. Kurzerhand entschließen sie sich für die gleiche Vorgehensweise. Sie dringen in den Radiosender ein und versuchen den Moderator Ian zu überzeugen, ihr Demo ebenfalls zu spielen. Allerdings werden sie von Programmdirektor Milo bemerkt, der die Musiker vor die Tür setzen will. Mit Wasserpistolen bewaffnet, die mit Chilisauce gefüllt sind, nehmen die Rangers kurzerhand die Mitarbeiter als Geiseln, um ihre Forderung, nämlich dieses Demo zu spielen, durchzusetzen. Der Angestellte Beech wird allerdings nicht bemerkt und informiert die Polizei.
Während die Polizei das Gebäude umstellt, wird das Verhältnis zwischen der Band und den Geiseln zunehmend freundschaftlicher. Nachdem Ian herausgefunden hat, dass Milo die Senderstruktur umstellen und ihn feuern möchte, stellt er sich endgültig auf die Seite der Entführer.
In der Zwischenzeit ist durch die Entführung ein Medienboom um die Rangers entstanden, welchen Milo für sich auszunutzen versucht. Immer mehr feierwütige Menschen versammeln sich vor dem Sender und verbinden dieses Spektakel mit einer riesigen Party.
Währenddessen versucht die Polizei mit Chazz zu verhandeln. Die Band gibt eine Liste mit irrsinnigen Forderungen an Sergeant O’Malley, welcher die Verhandlungen führt, um als unzurechnungsfähig zu gelten. Zu diesen Forderungen gehört auch, einen Plattenboss aufzutreiben, welcher mit den Rangers einen Plattenvertrag ausarbeiten soll. Nachdem sich der erste als getarnter Polizist entpuppt hat, erscheint Jimmy Wing von Paladine Records, von dem Chazz am Anfang abgewiesen worden war. Nach anfänglicher Skepsis vonseiten Chazz’ wird allerdings mit Hilfe von Milo ein Plattenvertrag ausgehandelt.
Zwischenzeitlich ist auch Chazz’ Ex-Freundin Kayla in den Sender gekommen, um sich mit Chazz zu versöhnen.
Inzwischen versucht Jimmy Wing, die ganze Geschichte medienwirksam zu vermarkten, indem er ein Filmteam und eine Bühne organisiert.
Nachdem der Angestellte Beech vom Sondereinsatzkommando eine echte Waffe in den Sender geschmuggelt bekommen hat, gerät die ganze Situation außer Kontrolle. Nach einer kurzen Auseinandersetzung, bei der Beech entdeckt wird und sich herausstellt, dass die Waffen der Band nicht echt sind, kann Ian die Waffe an sich nehmen und beweist endgültig seine Loyalität zu den Rangers, indem er nach kurzem Zögern die Waffe an Chazz übergibt.
Jimmy Wing hat seine Verbindungen spielen lassen, und alles steht bereit für das erste Konzert der Lone Rangers. Doch diese weigern sich, Playback zu spielen, und verwüsten stattdessen die Bühne. Ian nutzt die Gelegenheit, um die feiernde Meute zur Anarchie aufzurufen.
Zum Schluss sieht man die Rangers bei einem Konzert im Gefängnis, in dem sie eine sechsmonatige Haftstrafe absitzen müssen.

## Kritiken
Airheads erhielt ein eher schlechtes Presseecho, was sich auch in den Auswertungen US-amerikanischer Aggregatoren widerspiegelt. So erfasst Rotten Tomatoes überwiegend kritische Besprechungen und ordnet den Film dementsprechend als „Gammelig“ ein. Laut Metacritic fallen die Bewertungen im Mittel „Durchwachsen oder Durchschnittlich“ aus. Es folgen einige repräsentative Pressestimmen:

„Unter Beachtung, wie ergiebig die Heavy-Metal-Szene für Satire ist, ist es enttäuschend zu sehen, wie Airheads herumwurschtelt und verzweifelt versucht, etwas Witziges auszusagen. Noch trauriger ist der anhaltende Sturzflug der ehemals vielversprechenden Karriere des Regisseurs Michael Lehmann. Schwer zu glauben, dass dies derselbe Mann ist, der uns die vorzügliche schwarze Komödie Heathers beschert hat (andererseits aber auch für Hudson Hawk verantwortlich war)“

„Schrille Komödie mit viel Musik, die ihre Gags ohne rechten Schwung aneinanderreiht und gedankenlos Themen der Jugendkultur plündert, ohne sich mit ihr und ihrer Vermarktung auseinanderzusetzen.“

## Belege und weiterführende Informationen
1. ↑  Airheads (1994) – Filming & Production. In: IMDb. Abgerufen am 11. Juli 2020.
2. ↑  Box office / business für Airheads. In: Box Office Mojo. Abgerufen am 1. September 2024.
3. 1 2  Airheads. In: Rotten Tomatoes. Fandango, abgerufen am 27. Dezember 2024 (englisch, aggregiert aus 38 Kritiken).
4. 1 2  Airheads. In: Metacritic. Abgerufen am 27. Dezember 2024 (englisch, aggregiert aus 18 Kritiken).
5. ↑  Perry Seibert: Kritik zu Airheads (Memento vom 4. Januar 2016 im Internet Archive) bei AllMovie (englisch)
6. ↑  Datenbankabfrage bei cinemascore.com
7. 1 2  James Berardinelli: Review for Airheads (1994). In: ReelViews. 1994, abgerufen am 6. Juni 2017 (englisch): „Observing how fertile the field of heavy metal music is for satire, it's disappointing to watch Airheads bumble around, desperately trying to find something funny to say. Even sadder is the continuing nosedive of director Michael Lehmann's once-promising career. It's hard to believe that this is the same man who brought us the delicious black comedy Heathers (then again, he was also responsible for Hudson Hawk).“
8. ↑  Airheads. In: Lexikon des internationalen Films. Filmdienst, abgerufen am 2. März 2017.

- Weitere Filmlinks:
- IMDb: Link |
- OFDb: Link |
- AFI: Link |
- Schnittberichte: Link |
- Synchronkartei: Link |
- TMDb: Link |
- Letterboxd: Link |
- Moviepilot: Link |
- bearbeiten